# Przypowieść o drzewach wybierających króla
Przypowieść o drzewach wybierających króla (lub Przypowieść o królu drzew, bajka Jotama) – przypowieść starotestamentowa, przedstawiona w Księdze Sędziów. Jest ona często powtarzana podczas żydowskiego święta Tu bi-szwat.

## Kontekst biblijny
Kontekstem, w którym umiejscowiono przypowieść, jest historia Abimeleka, syna Gedeona, który jako pierwszy w ludzie Izraela został ogłoszony królem. Według relacji biblijnej, po śmierci Gedeona, Abimelek udał się do swoich krewnych do Sychem, w celu uzyskania od nich pieniędzy, za które wynajął zbójców. Przy pomocy najemników zaatakował dom swojego ojca i zabił swoich braci. Jedynym ocalałym z rzezi bratem Abimeleka był Jotam – najmłodszy z siedemdziesięciu synów Gedeona, który zdążył uciec. Mieszkańcy Sychem obwołali Abimeleka królem. Gdy Jotam dowiedział się o tym, opowiedział bajkę, w której alegorycznie przedstawił obecną sytuację mieszkańcom w Sychem. Przypowieść Jotama była sprzeciwem wobec wyboru Abimeleka na władcę. Następnie Jotam wygłosił mowę, mającą na celu przemówienie do rozsądku mieszkańcom miasta i uzmysłowienie im, iż popełnili błąd. Jotam przewidział również upadek Sychem i śmierć Abimeleka.

## Treść przypowieści
Wszyscy możni miasta Sychem oraz cały gród Millo zgromadzili się i przyszedłszy pod dąb gdzie stała stela w Sychem, ogłosili Abimeleka królem. Doniesiono o tym Jotamowi, którzy poszedłszy, stanął na szczycie góry Garizim, a podniósłszy głos, tak do nich wołał: "Posłuchajcie mnie, możni Sychem, a Bóg usłyszy was także. "Zebrały się drzewa, aby namaścić króla nad sobą. Rzekły do oliwki: „Króluj nad nami!” Odpowiedziała im oliwka: „Czyż mam się wyrzec mojej oliwy, która służy czci bogów i ludzi, aby pójść i kołysać się ponad drzewami?” Z kolei zwróciły się drzewa do drzewa figowego: „Chodź ty i króluj nad nami!” Odpowiedziało im drzewo figowe: „Czyż mam się wyrzec mojej słodyczy i wybornego mego owocu, aby pójść i kołysać się ponad drzewami?” Następnie rzekły drzewa do krzewu winnego: „Chodź ty i króluj nad nami!” Krzew winny im odpowiedział: „Czyż mam się wyrzec mojego soku, rozweselającego bogów i ludzi, aby pójść i kołysać się ponad drzewami?” Wówczas rzekły wszystkie drzewa do krzewu cierniowego: „Chodź ty i króluj nad nami!” Odpowiedział krzew cierniowy drzewom: „Jeśli naprawdę chcecie mnie namaścić na króla, chodźcie i odpoczywajcie w moim cieniu! A jeśli nie, niech ogień wyjdzie z krzewu cierniowego i spali cedry libańskie."

## Interpretacja
Przypowieść ta ma formę baśni, w której drzewa zapragnęły dla siebie króla, jednak każde z drzew ma już swoje własne zadanie. Obrazuje to ówczesne polityczne realia Izraela, kiedy to w kraju nie istniała centralna władza, a każdy sędzia pełni swój urząd w swojej miejscowości i nie reprezentuje całego narodu. Po śmierci Gedeona powstała niejasna sytuacja, kto ma objąć władzę. Drzewa wybierające króla przedstawiają lud Sychem. Po odmowie oliwki, drzewa figowego i winorośli - które wydawać by się mogły najbardziej odpowiednie do rządzenia - władzę nad pozostałymi drzewami przyjmuje krzew cierniowy, obrazujący Abimeleka. Cierń jest w przypowieści postacią negatywną. Nie jest drzewem, w jego cieniu nie można się schować, nie rośnie na żyznej ziemi. Jest rośliną skalną i nie daje owoców. Komentarz do Biblii poznańskiej podaje: 

Zdaje się, że tu jest wspomniany «Rhamnus Palestina», niskopienny krzew ciernisty, który w Palestynie rośnie na skałach. Nie daje on cienia, a ostre kolce bronią do niego przystępu. Oczywiście, krzew ten nie owocuje, a jego łodygi nie przydają się na nic, chyba tylko na spalenie

 Dodatkowym aspektem, wyjaśniającym przypowieść, jest fakt, iż wspomniany krzew nie ma dostępu do żyznych ziem, na których rosną cedry libańskie i nie może ich spalić, dlatego jego ostatnie zdanie można interpretować jako kłamstwo. 
Zdaniem Volkmara Fritza bajka Jotama była pierwotnie niezależnym utworem, wtórnie włączonym do opowieści o Abimeleku. Ukazuje ona bezproduktywność instytucji królestwa. Gerhard von Rad uważa ją za utwór o charakterze całkowicie świeckim, w którym krytyka instytucji królestwa nie wynika z motywów religijnych, a społecznych. Uważa, że wywodzi się ona z kręgów wolnego chłopstwa, którego niezależność została ograniczona wskutek powstania monarchii. Frank Crüsemann z kolei uważa, że wywodzi się ona z kręgów bogatych właścicieli ziemskich, którzy przewodzili ruchowi antymonarchistycznemu. Ponieważ za czasów Salomona zostali oni włączeni do aparatu władzy, datuje je na okres początków monarchii w Izraelu. Rüdiger Bartelmus datuje utwór na okres panowania Jehu i wiąże jej powstanie z kręgami arystokratycznymi, których wolność została ograniczona. Martin Buber nazwał bajkę „najmocniejszym utworem antymonarchistycznym światowej literatury”.